# Fresen (Gemeinde Anger)
Fresen ist eine Ortschaft der Gemeinde Anger in der Steiermark.
Das Dorf Fresen liegt südöstlich von Anger in einem nach Nordwesten exponierten Hang und besteht zum überwiegenden Teil aus landwirtschaftlichen Anwesen, die sich um die von Anger kommende Straße gruppieren. Zur Ortschaft gehören weiters die Streusiedlung Außerfresen, welche sich längs der Feistritz zieht, und das Dorf Märchenwald nördlich von Fresen. Am 1. Jänner 2024 zählte die Ortschaft 504 Einwohner.